# باسیل بولی
باسیله بولی (به فرانسوی: Basile Boli) بازیکن فوتبال و مدافع اهل فرانسه است که از سال ۱۹۸۶ تا ۱۹۹۳ میلادی عضو تیم ملی فوتبال فرانسه بوده‌است. وی در ۴۵ بازی ملی حضور داشته است و در بازی‌های ملی‌اش ۱ گل به ثمر رساند.